# Rock Lobster
«Rock Lobster» — песня американской группы The B-52’s. Сначала в апреле 1978 года вышла отдельным синглом на лейбле DB Records.
Потом была перезаписана и в новой версии, которую спродюсировал Крис Блэквелл, вошла в дебютный альбом группы, который назывался просто The B-52’s и вышел на лейбле Warner Bros. Records в июле 1979 года.
Тогда же в июле (в версии, спродюсированной Крисом Блэквеллом) опять вышла как сингл (на этот раз на лейбле Warner Bros. Records) и достигла 56 места в США в чарте Billboard Hot 100. «Rock Lobster» была первой песней группы The B-52’s, попавшей в «Горячую сотню» (Hot 100) американского журнала «Билборд» (Billboard Hot 100). В Канаде песня стала ещё большим хитом, достигнув 1 места в национальном сингловом чарте, публикуемом журналом RPM.
Песня стала одной из визитных карточек группы.
Текст песни полон нелепыми, не имеющими смысла строчками про вечеринку на пляже и радостно-возбуждёнными тирадами про настоящих и вымышленных морских обитателей («Вот плывёт рыба-собака, за которой гонится рыба-кошка, прилетела морская малиновка, остерегайтесь той пираньи, вот плывёт нарвал, вот подплывает кит в бикини», англ. «There goes a dog-fish, chased by a cat-fish, in flew a sea robin, watch out for that piranha, there goes a narwhal, here comes a bikini whale!»), сопровождаемыми абсурдными, придуманными звуками, которые они издают (в исполнении Кейт Пирсон и Синди Уилсон — Пирсон исполняет более высокие звуки и Уилсон более низкие). Припев состоит из слов «Rock Lobster!», повторяемых снова и снова поверх клавишной линии.

## Премии и признание
В 2004 году журнал Rolling Stone поместил песню «Rock Lobster» в исполнении группы The B-52’s на 146 место своего списка «500 величайших песен всех времён». В списке 2011 года песня находится на 147 месте.